# Castañeda
Castañeda è un comune spagnolo di 1.917 abitanti situato nella comunità autonoma della Cantabria.